# Jonas Wirmola
Jonas Fredrik Wirmola, född 17 juli 1969 i Växjö, är en svensk före detta fotbollsspelare och -tränare, numera verksam som spelaragent.
Som spelare företrädde Wirmola bland annat Malmö FF och engelska Sheffield United. Efter spelarkarriären har han bland annat tränat Högaborgs BK och BK Näset och varit assisterande tränare i Halmstads BK under Janne Andersson.

## Klubbkarriär
Wirmola spelade som ung bland annat för Kalmar FF:s ungdomslag innan han fick sitt genombrott med Spårvägens FF i Division 1 som då var landets näst högsta division. Han blev känd som en hårdför mittback och imponerade på Sheffield United i Premier League, som värvade honom inför säsongen 1993/1994. Han spelade åtta ligamatcher under en säsong som slutade med att Sheffield U degraderades från Premier League.
Efter en kortare tid i England köptes Wirmola av Malmö FF, han debuterade för klubben i Allsvenskan 1994. Sitt första mål gjorde han samma säsong, i ett Skånederby mot Landskrona BoIS. Samma match avslutade Wirmola som vikarierande målvakt efter att Jonnie Fedel blivit utvisad. Under 1997 lånades han ut två gånger, till skotska Dundee United och sen norska Skeid.
Efter att Malmö FF tagit sig upp från sejouren i Superettan 2000 kom han överens med föreningen om att bryta kontraktet. Han gick då till MFF:s historiska rival IFK Malmö som nyss tagit steget upp i Superettan.